# Rhyothemis variegata
Chuồn chuồn cánh bướm còn được gọi là chuồn chuồn hoa.

## Hình ảnh

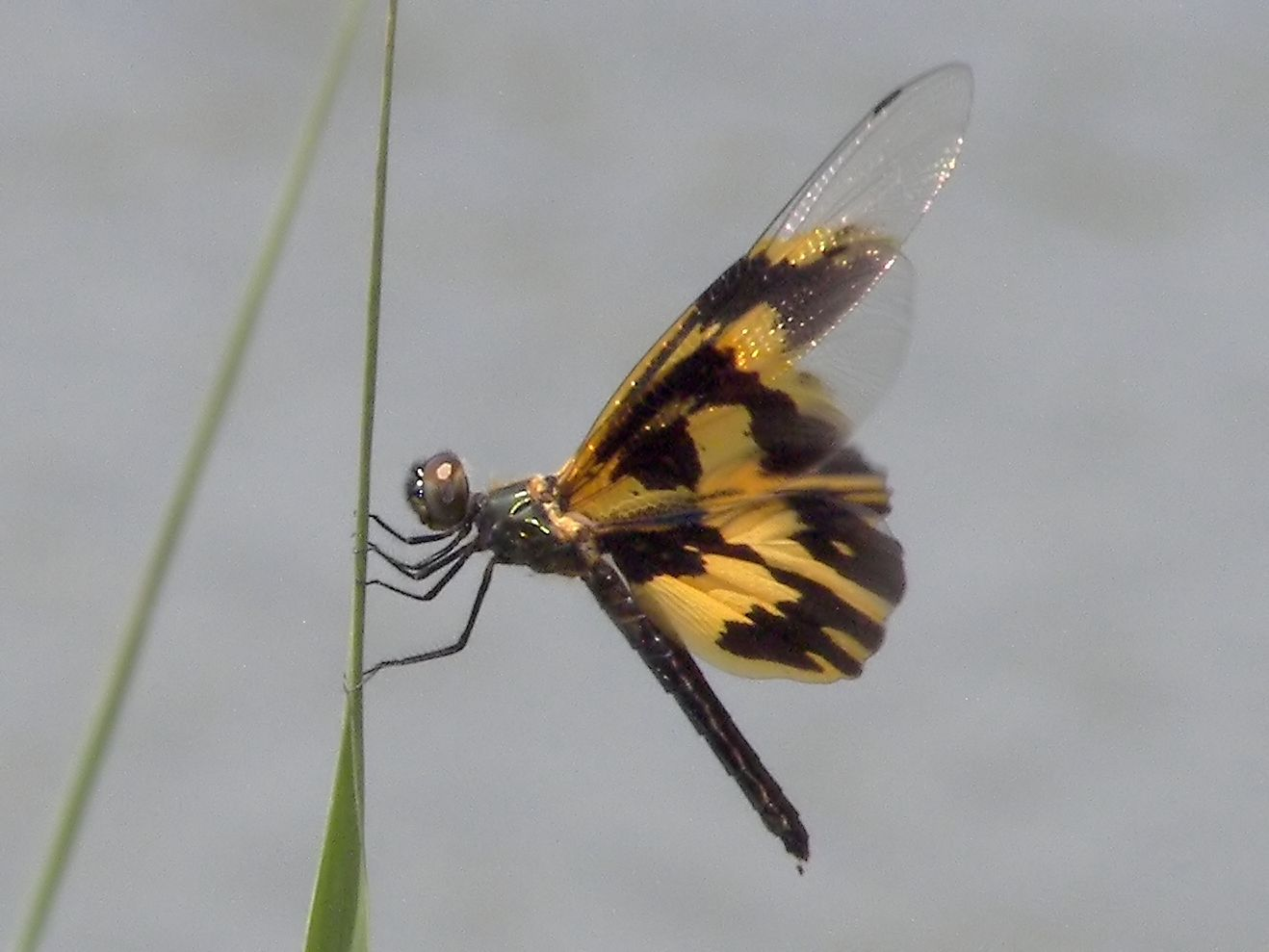
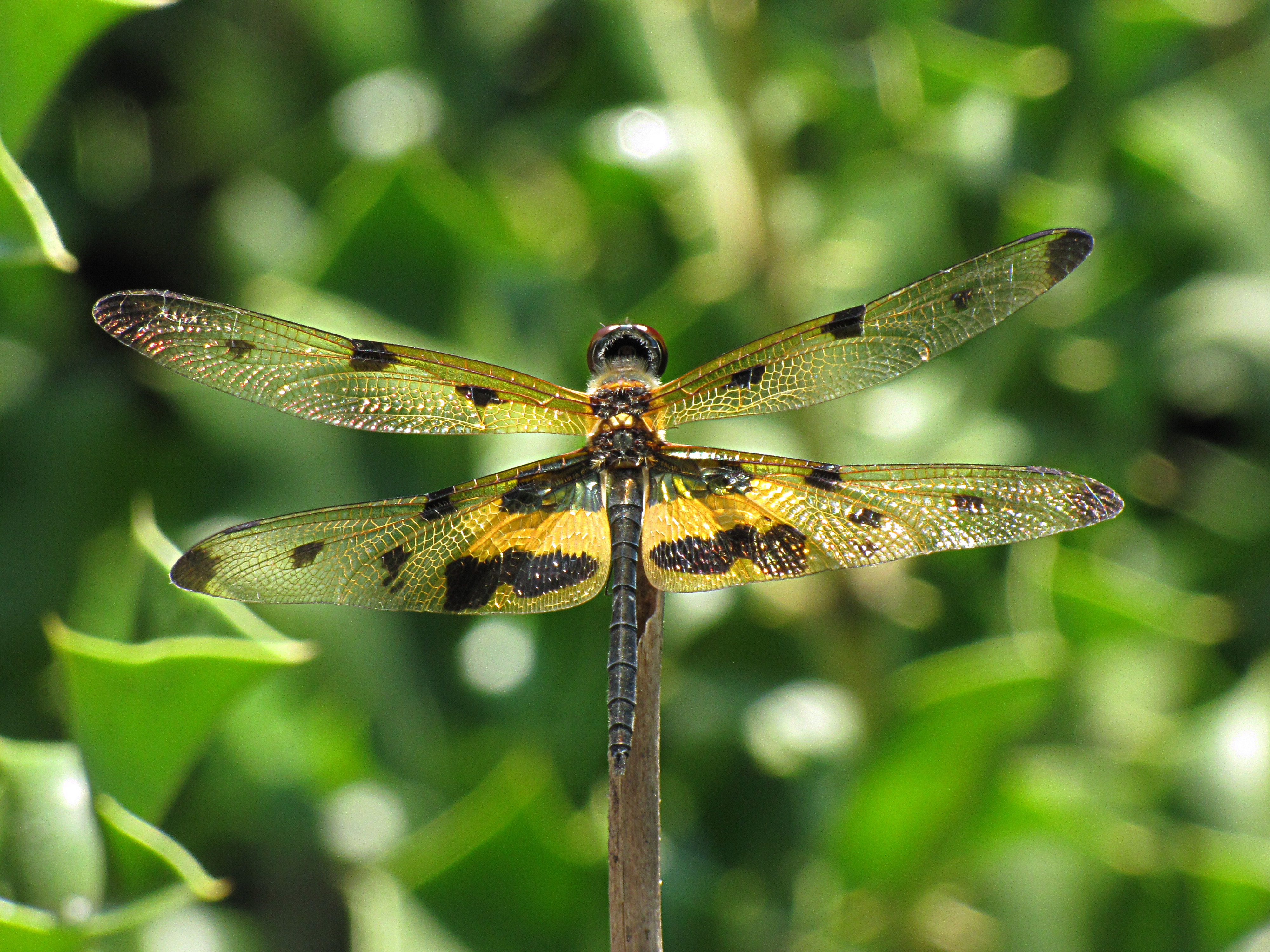
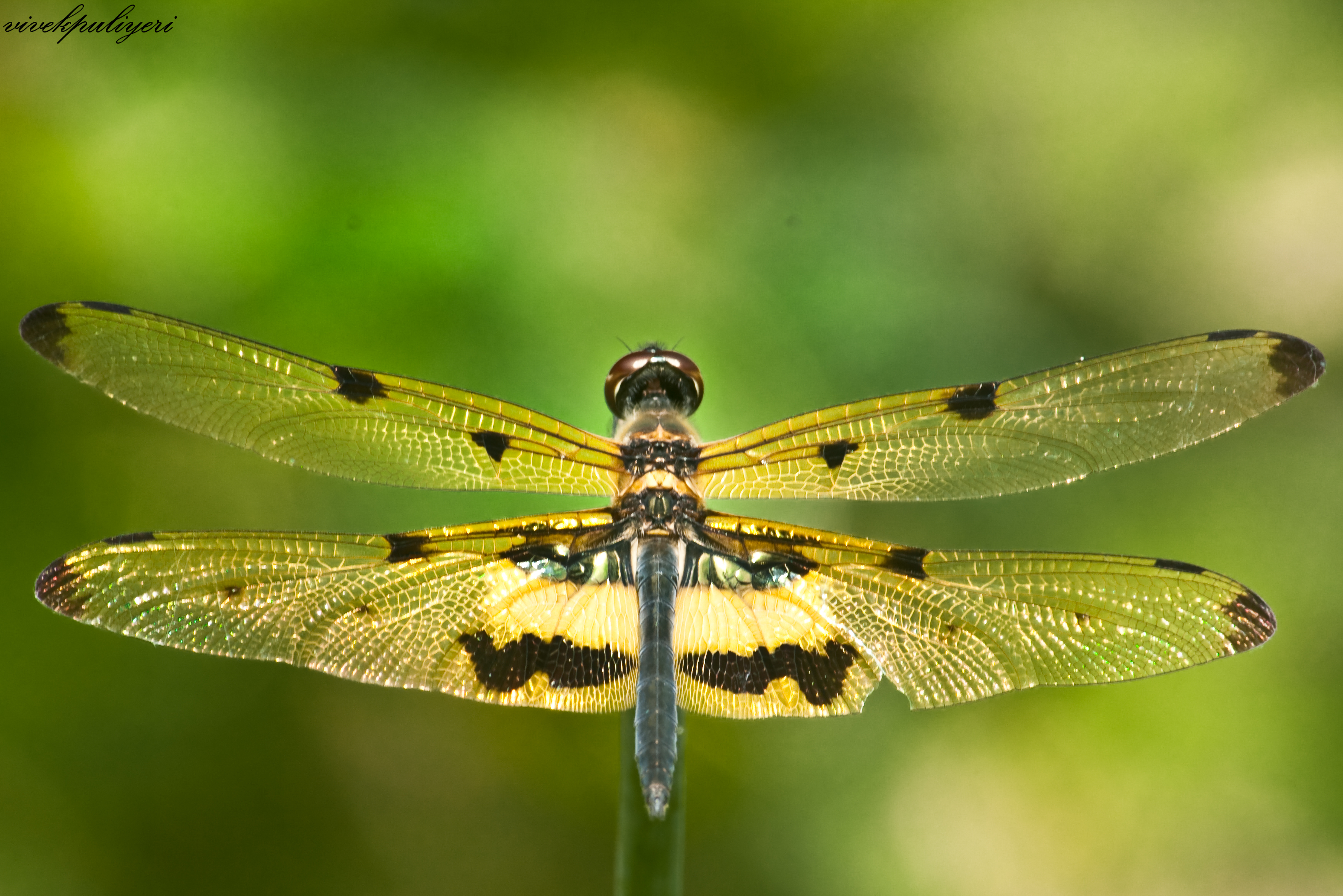
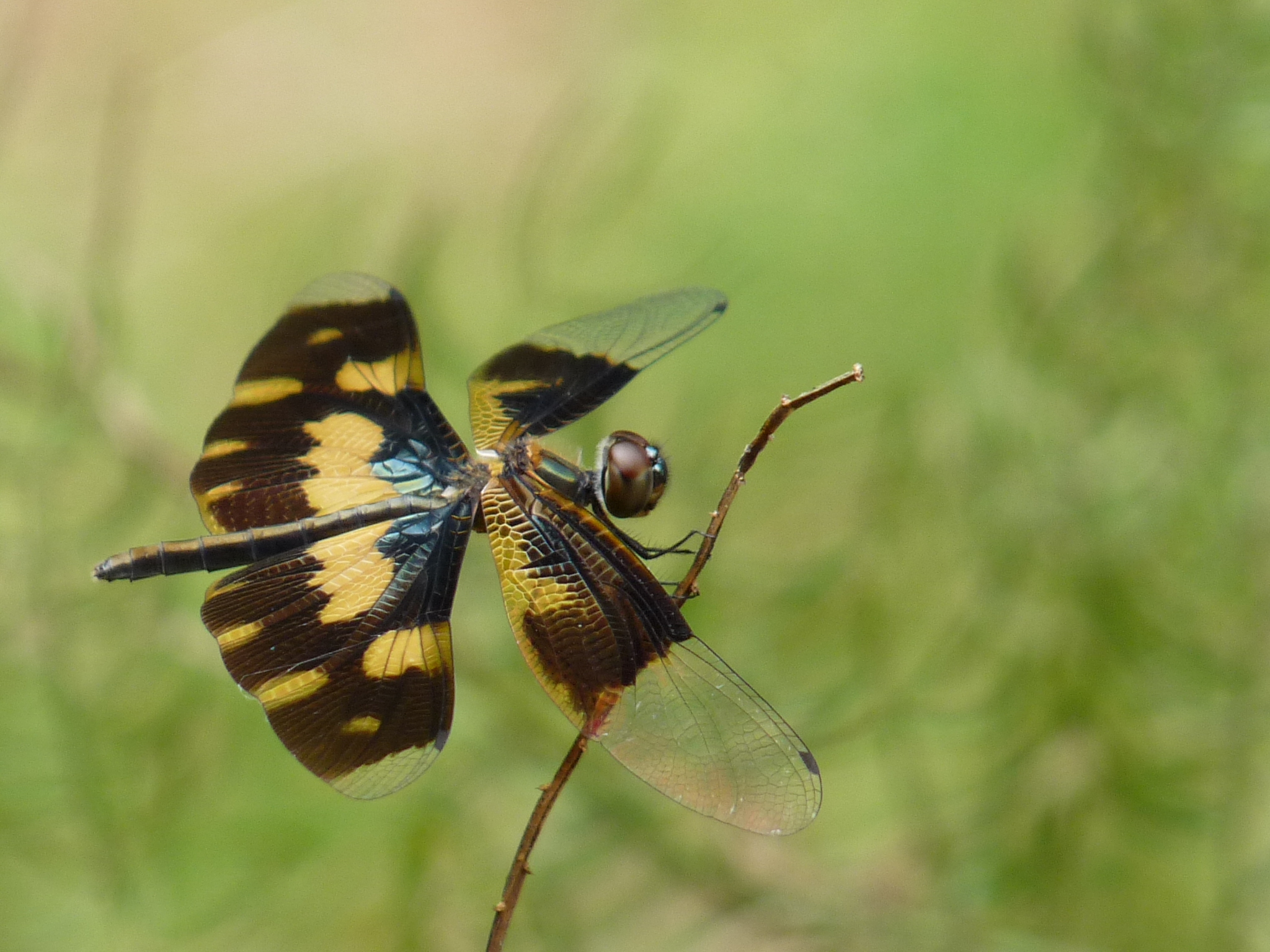